# Scott Morrow (hockey sur glace, 2002)
Cet article concerne le joueur né en 2002. Pour le joueur né en 1969, voir Scott Morrow (hockey sur glace, 1969).
Scott Dempsey Morrow (né le 1er novembre 2002 à Darien, dans l'État du Connecticut, aux États-Unis) est un joueur professionnel américain de hockey sur glace évoluant au poste de défenseur pour les Hurricanes de la Caroline dans la Ligue nationale de hockey (LNH).

## Carrière

### Collège
Morrow commence sa carrière collégiale pour le Massachusetts au cours de la saison 2021-2022. Au cours de sa première année, il enregistre 13 buts et 20 passes en 37 matchs. Il est le premier étudiant en première année de l'histoire du programme UMass à atteindre 30 points en une saison. En janvier 2022, il enregistre quatre buts et cinq passes en huit matchs. Ses neuf points le classent deuxième parmi les défenseurs recrues au cours du mois et il est ensuite nommé recrue du mois de Hockey East. Il se classe deuxième parmi les défenseurs recrues en termes de buts (13) et de points (33), troisième en termes de point par match (0,892) et cinquième en termes de passes (20). Parmi tous les défenseurs à l'échelle nationale, il se classe huitième en termes de point par match, à égalité au quatrième rang en termes de buts et cinquième en termes de points. Après cette une saison, il est sélectionné à l'unanimité dans l'équipe All-Hockey East Rookie et dans la première équipe All-Hockey East. Il est également nommé dans la première équipe All-American de l'AHCA East,.

### Professionnel
Sélectionné par les Hurricanes de la Caroline, à la 40e position, lors du repêchage d'entrée dans la LNH 2021, il signe un contrat d'entrée de trois ans avec la franchise le 2 avril 2024. Il fait ses débuts dans la LNH 10 jours plus tard contre les Blues de Saint-Louis.

### En équipe nationale
Le 14 décembre 2021, Morrow est sélectionné pour représenter les États-Unis durant le Championnat du monde junior 2022.

## Statistiques
| Saison    | Équipe                       | Ligue       |                   | Saison régulière  | Saison régulière  | Saison régulière  | Saison régulière  | Saison régulière  |                   | Séries éliminatoires | Séries éliminatoires | Séries éliminatoires | Séries éliminatoires | Séries éliminatoires |
| Saison    | Équipe                       | Ligue       | PJ                | B                 | A                 | Pts               | Pun               | PJ                | B                 | A                    | Pts                  | Pun                  |                      |                      |
| 2016-2017 | Shattuck St. Mary's 14U AAA  | 14U AAA     | 53                | 11                | 22                | 33                | 64                | -                 | -                 | -                    | -                    | -                    |                      |                      |
| 2017-2018 | Shattuck St. Mary's 16U AAA  | 16U AAA     | 53                | 12                | 22                | 34                | 27                | -                 | -                 | -                    | -                    | -                    |                      |                      |
| 2018-2019 | Shattuck St. Mary's 18U Prep | USHS        | 53                | 15                | 37                | 52                | 48                | -                 | -                 | -                    | -                    | -                    |                      |                      |
| 2019-2020 | Shattuck St. Mary's 18U Prep | USHS        | 46                | 22                | 45                | 67                | 44                | -                 | -                 | -                    | -                    | -                    |                      |                      |
| 2019-2020 | Phantoms de Youngstown       | USHL        | 2                 | 0                 | 1                 | 1                 | 0                 | -                 | -                 | -                    | -                    | -                    |                      |                      |
| 2020-2021 | Shattuck St. Mary's 18U Prep | USHS        | 30                | 8                 | 40                | 48                | 30                | -                 | -                 | -                    | -                    | -                    |                      |                      |
| 2020-2021 | Force de Fargo               | USHL        | 0                 | 0                 | 0                 | 0                 | 0                 | 6                 | 0                 | 0                    | 0                    | 0                    |                      |                      |
| 2021-2022 | Minutemen de l'UMass         | Hockey East | 37                | 13                | 20                | 33                | 10                | -                 | -                 | -                    | -                    | -                    |                      |                      |
| 2022-2023 | Minutemen de l'UMass         | Hockey East | 35                | 9                 | 22                | 31                | 16                | -                 | -                 | -                    | -                    | -                    |                      |                      |
| 2023-2024 | Minutemen de l'UMass         | Hockey East | 37                | 6                 | 24                | 30                | 25                | -                 | -                 | -                    | -                    | -                    |                      |                      |
| 2023-2024 | Hurricanes de la Caroline    | LNH         | 2                 | 0                 | 0                 | 0                 | 0                 | -                 | -                 | -                    | -                    | -                    |                      |                      |
| 2024-2025 | Wolves de Chicago            | LAH         | Saison en cours ? | Saison en cours ? | Saison en cours ? | Saison en cours ? | Saison en cours ? | Saison en cours ? | Saison en cours ? | Saison en cours ?    | Saison en cours ?    | Saison en cours ?    |                      |                      |
| 2024-2025 | Hurricanes de la Caroline    | LNH         | Saison en cours ? | Saison en cours ? | Saison en cours ? | Saison en cours ? | Saison en cours ? | Saison en cours ? | Saison en cours ? | Saison en cours ?    | Saison en cours ?    | Saison en cours ?    |                      |                      |

## Vie personnelle
Morrow naît le 1er novembre 2002 à Darien. Il est le fils de Steve et Karen Morrow, a un frère, Spencer, et deux sœurs, Sydney et Sophie. Sa sœur, Sydney, est une joueuse de hockey sur glace universitaire du Minnesota . Il est le neveu du joueur de hockey sur glace professionnel à la retraite Scott Morrow.

## Récompenses
- Première équipe de Hockey East en 2021-2022[11]
- Équipe des recrues de Hockey East en 2021-2022[12]
- Deuxième équipe de Hockey East en 2022-2023
- Troisième équipe de Hockey East en 2023-2024[13]
- Première équipe All-American de l'AHCA Est en 2021-2022[14]